# Villa Strozzi di San Martino
Villa Strozzi di San Martino è una dimora storica italiana, situata in via del Ferrone 5, a Soffiano (frazione di Firenze (FI)).

## Storia
La famiglia Strozzi possedeva diverse ville nella zona di Soffiano; tra di esse anche la villa in questione. In questa villa fu ospitato il cardinale di Aquileia Don Luigi Strozzi, parente dei proprietari della villa in questione. L'episodio è ricordato nella facciata.
Nel 1601 Villa San Martino venne acquistata da Filippo Machiavelli, ventidue anni dopo pervenne a Camillo Pandolfini. Nell'Ottocento passò ai Taddei. Nel 1905 venne acquistata dai Goretti, successivamente passò agli Stiozzi-Ridolfi, i quali la mantennero fino al 1960. 
Nell'ultimo quarto del XX secolo si installò la S.M.A. (Società per il Segnalamento Marittimo ed Aereo); successivamente dopo la chiusura dell'azienda il complesso è stato ristrutturato, dopo anni di abbandono, ed è diventato sede del Centro Medico Sportivo affiliato al CONI.

## Descrizione
La villa si presenta con una pianta rettangolare e dalla facciata semplice; essa è caratterizzata da un bel cortile tardo quattrocentesco, di forma quasi quadrata. Il cortile è dotato di un elegante portico e di un giardino all'italiana, rivolto a sud. 
Quando si installò la S.M.A., gli architetti Pierluigi Spadolini e Pier Guido Fagnoni, venne aggiunta una nuova costruzione, in gran parte interrata, che raggiunge una cubatura di oltre 22.000 m³. 
La copertura del nuovo complesso è stata realizzata nelle forme di un "tetto-giardino", creando un vasto giardino geometrico, disegnato da percorsi pedonali inseriti in ampi prati, dove si trovano sistemi di illuminazione degli ambienti seminterrati.
Le scale di accesso al "tetto-giardino" sono rifinite da ciottoli bianchi, come la pavimentazione dei percorsi. L'edificio moderno si caratterizza, inoltre, per la presenza del verde, contenuto in vasche di elementi prefabbricati in cemento armato, mentre l'aggetto di rifinitura, sopra le finestre, costituisce una fioriera continua.